# Mornico Losana
Mornico Losana là một đô thị ở tỉnh Pavia trong vùng Lombardia của Ý, có cự ly khoảng 50 km về phía nam của Milan và khoảng 20 km về phía nam của Pavia. Tại thời điểm ngày 31 tháng 12 năm 2004, đô thị này có dân số 727 người và diện tích là 8,2 km².
Mornico Losana giáp các đô thị sau: Montalto Pavese, Oliva Gessi, Pietra de' Giorgi, Santa Giuletta, Torricella Verzate.